# Персональный воздушный транспорт
Персональный воздушный транспорт — транспортное средство, предназначенное для перевозки по воздуху одного или нескольких человек в любом направлении без использования специальных аэродромов и без необходимости использовать профессиональных пилотов.
Термин «персональный летательный аппарат» (Personal air vehicle) был введён NASA в 2003 году, при этом к нему предъявлялись следующие требования:
- его должно быть можно использовать и как автомобиль, и как самолет;
- он должен быть предназначен для перевозки не более 5 пассажиров;
- он должен иметь крейсерскую скорость 240–320 км/ч;
- он должен иметь дальность полета около 1 300 км;
- он должен быть тихим, удобным, надежным, должен быть достаточно всепогодным и иметь низкий расход топлива;
- он должен быть доступным для пилотирования любому человеку с водительскими правами.

Попытки создать летающий автомобиль предпринимались с середины XX века, но такие аппараты не стали выпускаться серийно.
В 2011 году начался проект myCopter, направленный на создание автоматизированного аппарата с вертикальным взлётом и посадкой, рассчитанного на двух человек, который не должен ездить по дорогам как автомобиль, но мог бы маневрировать на земле для парковки и хранения. В проекте участвовал Институт биологической кибернетики имени Макса Планка и Ливерпульский университет. Этот проект получил финансирование из бюджета ЕС.
В 2019 году компании Porsche и Boeing подписали соглашение о взаимопонимании для совместного изучения рынка летающих автомобилей. Предполагается, что такой аппарат будет взлетать и приземляться вертикально, и будет полностью электрическим, с нулевыми вредными выбросами. 

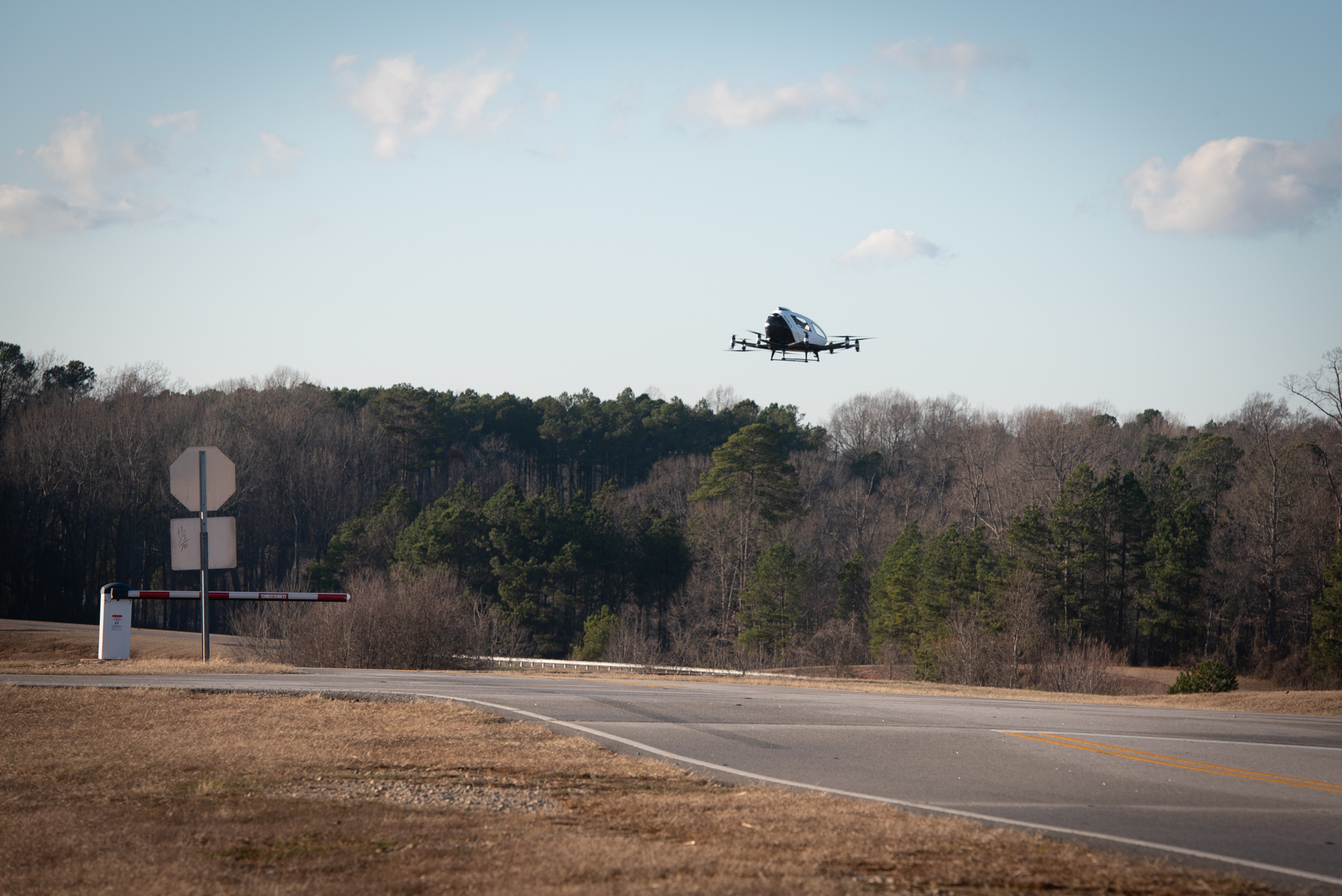
Полёт аппарата Ehang 184

В 2017 году в Дубае был представлен и успешно испытан летательный аппарат вертолётного типа Ehang 184 производства китайской компании EHang, который предполагает перемещение одного человека в автоматическом режиме, включая взлет и посадку. Маршруты движения в навигационной системе программируются заранее, и пользователю нужно выбрать один из них. Общий командный центр должен регулировать полеты и запрещать их в случае неблагоприятных погодных условий. Аппарат является электрическим, продолжительность полёта не превышает 30 минут, максимальная скорость — 100 км/ч, высота полёта не превышает 2000 м.
Однако препятствием для широкого применения подобных аппаратов могут стать вопросы  безопасности, а также низкая топливная эффективность по сравнению с наземными транспортными средствами.